# La Bastide-de-Bousignac
La Bastide-de-Bousignac é uma comuna francesa na região administrativa de Occitânia, no departamento de Ariège.